# Campeonato Argentino de Mayores 1997
El Campeonato Argentino de Mayores de 1997 fue la quincuagésimo-tercera edición del torneo de uniones regionales organizado por la Unión Argentina de Rugby. Se llevó a cabo entre el 28 de marzo y el 17 de mayo de 1997.
La Unión Cordobesa de Rugby consiguió el torneo por tercer año consecutivo y de forma invicta, producto de cuatro victorias y un empate. La campaña contó con encuentros cercanos, comenzando con una remontada ante Buenos Aires, un empate en Mendoza y un triunfo por un punto contra Tucumán a través de un penal en el minuto 51. La coronación llegó en la última fecha en un encuentro que se convirtió en una final "de facto" al enfrentarse de visitante a uno de los escoltas, Rosario. En otro partido cercano, los cordobeses revirtieron un marcador parcial de 13-21 a falta de diez minutos del final, imponiéndose por un marcador final de 25-21 y quedándose con el torneo.
En la tercera división (Zona Estímulo/Promocional) tres uniones regionales provenientes de la provincia de Buenos Aires retiraron a sus seleccionados del torneo: la Unión del Centro de la Provincia de Buenos Aires, la Unión del Oeste de Buenos Aires y la Unión de la Cuenca del Salado. Esta última unión solicitó su desafiliación de la Unión Argentina de Rugby el 20 de octubre de 1997, cesando sus actividades.

## Equipos participantes
Disputaron esta edición las selecciones de veintidós uniones provinciales: seis en la Zona Campeonato, seis en la Zona Ascenso y diez en la Zona Estímulo.
| División                  | Equipo              | Unión                                                     |
| ------------------------- | ------------------- | --------------------------------------------------------- |
| Zona Campeonato 6 equipos | Buenos Aires        | Unión de Rugby de Buenos Aires                            |
| Zona Campeonato 6 equipos | Córdoba             | Unión Cordobesa de Rugby                                  |
| Zona Campeonato 6 equipos | Cuyo                | Unión de Rugby de Cuyo                                    |
| Zona Campeonato 6 equipos | Mar del Plata       | Unión de Rugby de Mar del Plata                           |
| Zona Campeonato 6 equipos | Rosario             | Unión de Rugby de Rosario                                 |
| Zona Campeonato 6 equipos | Tucumán             | Unión de Rugby de Tucumán                                 |
| Zona Ascenso 6 equipos    | Entre Ríos          | Unión Entrerriana de Rugby                                |
| Zona Ascenso 6 equipos    | Nordeste            | Unión de Rugby del Nordeste                               |
| Zona Ascenso 6 equipos    | Salta               | Unión de Rugby de Salta                                   |
| Zona Ascenso 6 equipos    | San Juan            | Unión Sanjuanina de Rugby                                 |
| Zona Ascenso 6 equipos    | Santa Fe            | Unión Santafesina de Rugby                                |
| Zona Ascenso 6 equipos    | Santiago del Estero | Unión Santiagueña de Rugby                                |
| Zona Estímulo 10 equipos  | Alto Valle          | Unión de Rugby del Alto Valle de Río Negro y Neuquén      |
| Zona Estímulo 10 equipos  | Austral             | Unión de Rugby Austral                                    |
| Zona Estímulo 10 equipos  | Centro              | Unión de Rugby del Centro de la Provincia de Buenos Aires |
| Zona Estímulo 10 equipos  | Chubut              | Unión de Rugby del Valle del Chubut                       |
| Zona Estímulo 10 equipos  | Cuenca del Salado   | Unión de Rugby de la Cuenca del Salado                    |
| Zona Estímulo 10 equipos  | Formosa             | Unión de Rugby de Formosa                                 |
| Zona Estímulo 10 equipos  | Jujuy               | Unión Jujeña de Rugby                                     |
| Zona Estímulo 10 equipos  | Misiones            | Unión de Rugby de Misiones                                |
| Zona Estímulo 10 equipos  | Oeste               | Unión de Rugby del Oeste de Buenos Aires                  |
| Zona Estímulo 10 equipos  | Sur                 | Unión de Rugby del Sur                                    |

## Formato
Los veintidós equipos participantes fueron divididos en tres categorías: Zona Campeonato, Zona Ascenso y Zona Estímulo.
Zona Campeonato
La Zona Campeonato estuvo compuesta por seis equipos y se resolvió con el sistema de todos contra todos a una sola ronda y alternando encuentros de local y visitante. El mejor equipo al final de las cinco fechas es el campeón de la temporada mientras que el último de la zona desciende a la Zona Ascenso de la siguiente edición. 
Zona Ascenso
La Zona Ascenso (o Zona Clasificación) estuvo compuesta por seis equipos y se resolvió con el sistema de todos contra todos a una sola ronda y alternando encuentros de local y visitante. El mejor equipo al final de las cinco fechas asciende a la Zona Campeonato de la siguiente edición mientras que el último desciende a la Zona Estímulo. 
Zona Estímulo
La Zona Estímulo (o Zona Promocional) estuvo divida en dos subzonas de cinco equipos cada una. Cada subzona se resolvió con el sistema de todos contra todos a una sola ronda y alternando encuentros de local y visitante. Los ganadores de cada subzona se enfrentaron en una final con el ganador ascendiendo a la Zona Ascenso de la siguiente edición.

## Zona Campeonato
| Pos. | Equipos       | Partidos | Partidos | Partidos | Tantos | Tantos | Tantos | Pts. |
| Pos. | Equipos       | G        | E        | P        | PF     | PC     | DP     | Pts. |
| ---- | ------------- | -------- | -------- | -------- | ------ | ------ | ------ | ---- |
| 1.°  | Córdoba       | 4        | 1        | 0        | 182    | 124    | +58    | 9    |
| 2.°  | Buenos Aires  | 4        | 0        | 1        | 280    | 115    | +165   | 8    |
| 3.°  | Rosario       | 3        | 0        | 2        | 164    | 103    | +61    | 6    |
| 4.°  | Tucumán       | 2        | 0        | 3        | 156    | 182    | -26    | 4    |
| 5.°  | Cuyo          | 1        | 1        | 3        | 112    | 182    | -70    | 3    |
| 6.°  | Mar del Plata | 0        | 0        | 5        | 76     | 264    | -188   | 0    |

|  | Campeón                       |
|  | Desciende a Zona Ascenso 1998 |

Primera fecha
| 5 de abril | Córdoba | 33 - 29 | Buenos Aires | Chateau Carreras, Córdoba |  |
|            |         | Reporte |              |                           |  |

| 5 de abril | Tucumán | 21 - 56 | Rosario |  |  |

| 5 de abril | Mar del Plata | 14 - 16 | Cuyo |  |  |

Segunda fecha
| 12 de abril | Cuyo | 26 - 26 | Córdoba | Mendoza RC, Bermejo                                               |                                                                   |
|             |      | Reporte |         | Asistencia: 800 espectadores Árbitro(s): Marcelo Abdala (Tucumán) | Asistencia: 800 espectadores Árbitro(s): Marcelo Abdala (Tucumán) |

| 12 de abril | Mar del Plata | 17 - 35 | Tucumán |  |  |

| 12 de abril | Rosario | 21 - 29 | Buenos Aires |  |  |

Tercera fecha
| 19 de abril | Rosario | 45 - 13 | Mar del Plata |  |  |

| 19 de abril | Buenos Aires | 80 - 18 | Cuyo |  |  |

| 19 de abril | Tucumán | 29 - 30 | Córdoba | La Caldera del Parque, Lawn Tennis, Tucumán                          |                                                                      |
|             |         | Reporte |         | Asistencia: 3000 espectadores Árbitro(s): Stuart Piercy (Inglaterra) | Asistencia: 3000 espectadores Árbitro(s): Stuart Piercy (Inglaterra) |

Cuarta fecha
| 26 de abril | Cuyo | 15 - 22 | Rosario |  |  |

| 26 de abril | Buenos Aires | 42 - 31 | Tucumán |  |  |

| 26 de abril | Córdoba | 68 - 20 | Mar del Plata |  |  |
|             |         | Reporte |               |  |  |

Quinta fecha
| 3 de mayo | Rosario | 20 - 25 | Córdoba | Jockey Club, Rosario                                                 |                                                                      |
|           |         | Reporte |         | Asistencia: 4500 espectadores Árbitro(s): Stuart Pierce (Inglaterra) | Asistencia: 4500 espectadores Árbitro(s): Stuart Pierce (Inglaterra) |

| 3 de mayo | Cuyo | 37 - 40 | Tucumán |  |  |

| 3 de mayo | Mar del Plata | 12 - 100 | Buenos Aires |  |  |

| Bandera de la Provincia de Córdoba |
| Córdoba Campeón                    |
| Tercer título                      |

## Zona Ascenso
| Pos. | Equipos         | Partidos | Partidos | Partidos | Tantos | Tantos | Tantos | Pts. |
| Pos. | Equipos         | G        | E        | P        | PF     | PC     | DP     | Pts. |
| ---- | --------------- | -------- | -------- | -------- | ------ | ------ | ------ | ---- |
| 1.°  | Nordeste        | 4        | 1        | 0        | 202    | 76     | +126   | 9    |
| 2.°  | Salta           | 3        | 1        | 1        | 202    | 139    | +63    | 7    |
| 3.°  | Santa Fe        | 3        | 1        | 1        | 132    | 115    | +17    | 7    |
| 4.°  | San Juan        | 2        | 1        | 2        | 153    | 96     | +57    | 5    |
| 5.°  | Entre Ríos      | 1        | 0        | 4        | 85     | 208    | -123   | 2    |
| 6.°  | Sgo. del Estero | 0        | 0        | 5        | 69     | 209    | -140   | 0    |

|  | Asciende a Zona Campeonato 1998 |
|  | Desciende a Zona Estímulo 1998  |

Primera fecha
| 29 de marzo | San Juan | 38 - 8 | Entre Ríos |  |  |

| 29 de marzo | Nordeste | 36 - 28 | Salta |  |  |

Segunda fecha
| 5 de abril | Entre Ríos | 30 - 13 | Santiago del Estero |  |  |

| 5 de abril | Salta | 31 - 31 | Santa Fe |  |  |

Tercera fecha
| 12 de abril | San Juan | 53 - 13 | Santiago del Estero |  |  |

| 12 de abril | Santa Fe | 47 - 10 | Entre Ríos |  |  |

Cuarta fecha
| 19 de abril | Salta | 26 - 23 | San Juan |  |  |

| 19 de abril | Entre Ríos | 5 - 72 | Nordeste |  |  |

Quinta fecha
| 26 de abril | San Juan | 25 - 25 | Nordeste |  |  |

| 26 de abril | Salta | 38 - 32 | Entre Ríos |  |  |

| 26 de abril | Santiago del Estero | 13 - 25 | Santa Fe |  |  |

Sexta fecha
| 3 de mayo | Santa Fe | 24 - 14 | San Juan |  |  |

| 3 de mayo | Santiago del Estero | 13 - 22 | Nordeste |  |  |

Séptima fecha
| 10 de mayo | Santiago del Estero | 17 - 79 | Salta |  |  |

| 10 de mayo | Nordeste | 47 - 5 | Santa Fe |  |  |

## Zona Estímulo

### Subzona A
La Unión de Rugby del Centro de la Provincia de Buenos Aires retiró su equipo del torneo y se le dieron todos los partidos por perdidos.
| Pos. | Equipos    | Partidos | Partidos | Partidos | Tantos | Tantos | Tantos | Pts. |
| Pos. | Equipos    | G        | E        | P        | PF     | PC     | DP     | Pts. |
| ---- | ---------- | -------- | -------- | -------- | ------ | ------ | ------ | ---- |
| 1.°  | Alto Valle | 4        | 0        | 0        | 75     | 59     | +16    | 8    |
| 2.°  | Chubut     | 3        | 0        | 1        | 65     | 60     | +5     | 6    |
| 3.°  | Sur        | 2        | 0        | 2        | 87     | 49     | +38    | 4    |
| 4.°  | Austral    | 1        | 0        | 3        | 47     | 106    | -59    | 2    |
| 5.°  | Centro     | 0        | 0        | 4        | 0      | 0      | +0     | 0    |

|  | Clasifica a final Zona Estímulo |

| 5 de abril | Sur | 52 - 12 | Austral |  |  |

| 5 de abril | Alto Valle | G.P. - P.P. | Centro |  |  |

| 12 de abril | Sur | 21 - 22 | Alto Valle |  |  |

| 12 de abril | Chubut | G.P. - P.P. | Centro |  |  |

| 19 de abril | Alto Valle | 29 - 20 | Chubut |  |  |

| 19 de abril | Austral | G.P. - P.P. | Centro |  |  |

| 26 de abril | Chubut | 30 - 17 | Austral |  |  |

| 26 de abril | Sur | G.P. - P.P. | Centro |  |  |

| 3 de mayo | Chubut | 15 - 14 | Sur |  |  |

| 3 de mayo | Austral | 18 - 24 | Alto Valle |  |  |

### Subzona B
La Unión de Rugby de la Cuenca del Salado y la Unión de Rugby del Oeste de Buenos Aires retiraron sus equipos del campeonato.
| Pos. | Equipos       | Partidos | Partidos | Partidos | Tantos | Tantos | Tantos | Pts. |
| Pos. | Equipos       | G        | E        | P        | PF     | PC     | DP     | Pts. |
| ---- | ------------- | -------- | -------- | -------- | ------ | ------ | ------ | ---- |
| 1.°  | Misiones      | 2        | 0        | 0        | 109    | 43     | +66    | 4    |
| 2.°  | Formosa       | 1        | 0        | 1        | 20     | 94     | -74    | 2    |
| 3.°  | Jujuy         | 0        | 0        | 2        | 54     | 46     | +8     | 0    |
| -    | Oeste         | -        | -        | -        | -      | -      | -      | -    |
| -    | C. del Salado | -        | -        | -        | -      | -      | -      | -    |

|  | Clasifica a final Zona Estímulo |

| 28 de marzo | Misiones | 69 - 14 | Jujuy |  |  |

| 30 de marzo | Formosa | 25 - 6 | Jujuy |  |  |

| 5 de abril | Formosa | 29 - 40 | Misiones |  |  |

### Final Zona Estímulo
| 17 de mayo | Misiones | 15 - 66 | Alto Valle |  |  |

|                                  |
| Alto Valle Campeón Zona Estímulo |